# Hvozdec (Boemia centrale)
Hvozdec è un comune della Repubblica Ceca facente parte del distretto di Beroun, in Boemia Centrale.